# 2月5日
2月5日是公历（平年）年的第36天，离一年的结束还有329天（闰年是330天）。

## 大事记

### 19世紀以前
- 249年：司马懿在洛阳发动政变，夺取曹魏军权，是为高平陵之变。
- 756年：安祿山在洛陽建國大燕，改元聖武，自稱雄武皇帝，以達奚珣為丞相。
- 788年：伊德里斯·阿卜杜拉于瓦卢比利斯建立伊德里斯王朝，将摩洛哥脱离阿拔斯王朝的控制。
- 1500年：意大利战争当中，米兰公爵卢多维科·斯福尔扎从法国人手里收复了米兰。
- 1576年：纳瓦拉的亨利宣布放弃天主教，以胡格諾派领袖的身份加入法国第六次宗教战争。
- 1597年：在豐臣秀吉頒布天主教會禁令後，日本政府在長崎處死26名天主教徒。
- 1649年：苏格兰王国议会宣布查理二世为不列颠于爱尔兰的国王。
- 1661年：愛新覺羅玄燁即大清帝國皇帝位，改元康熙。
- 1778年：南卡罗来纳州成为第二个正式批准邦联条例的州。
- 1783年：義大利卡拉布里亞地區在2個月內相繼發生五次大地震，造成3.2萬人死亡。

### 19世紀
- 1818年：在卡尔十三世逝世后，法国元帅卡尔十四世·约翰继任瑞典-挪威联盟国王。
- 1852年：俄羅斯帝國聖彼得堡的艾米塔吉博物館向公眾開放，為世界上展覽空間最大的藝術博物館。
- 1859年：摩尔达维亚亲王亚历山德鲁·库扎当选瓦拉几亚亲王，两个大公国成为联合公国。
- 1862年：瓦拉几亚和摩尔达维亚两个公国正式合併为罗马尼亚公国。
- 1885年：比利时国王利奥波德二世在非洲建立私人领地刚果自由邦，为今日刚果民主共和国的前身。

### 20世紀
- 1912年：中国银行在上海市汉口路3号大清银行旧址开业。
- 1913年：克勞迪奧·蒙台威爾第的最後一部歌劇《波佩亞的加冕》250多年來首次在劇院上演。
- 1919年：社会主义国际的分裂组织黄色国际建立。
- 1922年：美国杂志《读者文摘》创刊。
- 1924年：英国格林威治皇家天文台首次透过英国广播公司发送的报时讯号。
- 1952年：中国文字改革研究委员会成立。
- 1958年：美國空軍一架B-47轟炸機在喬治亞州的查塔姆郡上空與F-86戰鬥機擦撞後，為迫降而拋下機上搭載的核彈。
- 1964年：中華人民共和國國務院總理周恩來結束對阿拉伯聯合共和國、阿爾及利亞、摩洛哥等非洲十國的訪問。
- 1967年：上海人民公社成立。
- 1971年：美国阿波罗14号登陆舱降落月球的毛罗修士高地，为人类首次登陆月球高地。
- 1985年：为了来年加入欧洲各共同体，西班牙时隔16年重新开放与直布罗陀的陆地边界。
- 1985年：罗马市长乌戈·维特（英语：Ugo Vetere）与突尼斯文化部部长切德利·克里比（英语：Chedli Klibi）在突尼斯签署2131年前的第三次布匿战争的和约。
- 2000年：在第二次車臣戰爭期間，俄羅斯軍隊在格羅茲尼郊區草率處決至少60名平民。

### 21世紀
- 2003年：亞美尼亞加入世界貿易組織。
- 2003年：美國國務卿鮑威爾在聯合國安理會會議上指控伊拉克的罪狀，但在美伊戰爭結束後部份指控為偽造。
- 2004年：海地反对派组织在戈纳伊夫发动军事政变，最终导致海地总统让-贝特朗·阿里斯蒂德下台。
- 2004年：英格兰莫克姆湾发生拾贝惨案，23人为了捡拾鸟蛤而溺毙，促使得英国政府随后成立雇主许可机构。
- 2018年：美國道琼斯工业平均指数收市急挫1175點，是歷來最大單日點數跌幅。
- 2019年：教宗方濟各成為首位在阿拉伯半島舉行教宗彌撒（英语：Papal Mass）的教宗。
- 2020年：第一次川普彈劾案中，针对美国总统唐纳德·特朗普的指控被參議院否決。

## 出生
- 976年：三條天皇，日本第67代天皇（1017年逝世）
- 1804年：約翰·盧德維格·魯內貝里，芬蘭民族詩人（1877年逝世）
- 1840年：約翰·登祿普，蘇格蘭發明家、獸醫，充氣輪胎的發明者（1921年逝世）
- 1888年：布魯斯·弗雷澤，英國海軍元帥（1981年逝世）
- 1889年：雷杰普·佩克，土耳其军官和政治人物，第六任土耳其总理。（1950年逝世）
- 1892年：栃木山守也，日本相撲力士，第27代橫綱。（1959年逝世）
- 1907年：威廉·馬格努斯，德裔美國數學家（1990年逝世）
- 1908年：伊迪·切卡雷利，美國超級人瑞（2024年逝世）
- 1914年：威廉·柏洛茲，美國小說家、散文家、社會評論家（1997年逝世）
- 1915年：罗伯特·霍夫施塔特，美國物理學家，1961年諾貝爾物理學獎得主（1990年逝世）
- 1932年：切萨雷·马尔蒂尼，意大利職業足球教練（2016年逝世）
- 1934年：漢克·阿倫，前美國職棒大聯盟球員（2021年逝世）
- 1935年：科林·羅伯特·蔡斯，美國學者（1984年逝世）
- 1937年：王选，中国计算机科学家，中文汉字激光照排系统之父（2006年逝世）
- 1940年：H·R·吉格爾，瑞士超現實主義畫家、雕塑家、設計師（2014年逝世）
- 1943年：麥可·曼恩，美國電影導演、編劇、製片人
- 1943年：诺兰·布什内尔，美國工程師、企業家
- 1943年：德尼·萨苏-恩格索，剛果共和國政治人物，現任剛果共和國總統
- 1944年：玉之海正洋，日本相撲力士，第51代橫綱（1971年逝世）
- 1944年：秋元羊介，日本男性聲優
- 1947年：麥墨瑞，澳大利亞外交官
- 1948年：湯姆·威爾金森，英國男演員（2023年逝世）
- 1948年：，瑞典職業足球教練（2024年逝世）
- 1951年：中尾隆聖，日本男性聲優
- 1952年：金田伊功，日本動畫師（2009年逝世）
- 1952年：劉鎮偉，香港導演
- 1952年：齊藤鐵夫，日本政治人物，現任國土交通大臣、眾議院議員
- 1953年：坂田靖子，日本漫畫家，後24年組之一
- 1955年：張益唐，華裔美國數學家
- 1958年：楊盼盼，台灣演員
- 1959年：艾威，香港演員
- 1959年：唐鶴德，香港金融业工作者
- 1959年：拉里·羅登，美國政治人物、商人
- 1959年：珍妮弗·格蘭霍姆，美國政治人物、律師、教育家、作家、政治評論員
- 1960年：樹夏實，日本漫畫家
- 1962年：關禮傑，香港演員
- 1964年：達夫·麥卡根，美國音樂家、作家，搖滾樂團槍與玫瑰貝斯手
- 1965年：格奥尔基·哈吉，羅馬尼亞職業足球運動員
- 1965年：基克·桑切斯·弗洛雷斯，西班牙前職業足球運動員
- 1966年：鄔君梅，華裔美國女演員
- 1966年：呂頌賢，香港男演員、節目主持人
- 1966年：德里克·羅西，加拿大生物學家、企業家
- 1967年：鄧兆尊，香港男演員
- 1967年：簡余晏，台灣政治人物、記者、台灣觀光協會會長
- 1968年：梅夫呂特·恰武什奧盧，土耳其政治人物，現任土耳其外交部長
- 1969年：木內秀信，日本男性聲優
- 1972年：瑪麗，丹麥王后
- 1973年：戴士堯，台灣男演員
- 1975年：尾上辰之助，日本歌舞伎演員
- 1976年：阿彼锡·巴克罕，印度演員
- 1982年：崔輝晟，韓國男歌手、音樂製作人（2025年逝世）
- 1982年：劉家凱，台灣樂團蘇打綠吉他手
- 1982年：相馬康一，日本男性聲優
- 1982年：小林優，日本女性聲優
- 1984年：金喬尼，韓裔美國海軍上尉、軍醫、太空人
- 1984年：卡洛斯·特維斯，阿根廷職業足球運動員
- 1985年：，葡萄牙職業足球運動員
- 1986年：甘婷婷，中國女演員
- 1986年：閔孝琳，韓國女藝人
- 1987年：亨利·高汀，馬來西亞男演員、模特兒、主持
- 1988年：賴亭君，台灣模特兒
- 1988年：救援，韓國男演員
- 1988年：納塔莉·蓋森貝格爾，德國女子雪橇運動員
- 1989年：布萊德庫特·莎拉·惠美，日本女性聲優
- 1990年：荒牧慶彥，日本男演員
- 1992年：内马尔，巴西職業足球運動員
- 1994年：小宮有紗，日本女演員、歌手
- 1994年：中島早貴，日本歌手，歌唱團體Hello! Project Kids成員
- 1995年：拉差诺·因达农，泰國女子羽毛球運動員
- 1995年：，比利時職業足球運動員
- 1998年：唐九洲，中國男子偶像團體IXFORM成員
- 1998年：李玹珠，韓國女子偶像團體APRIL前成員
- 1999年：胡春楊，中國男子偶像團體UNINE成員
- 2000年：雷嘉納，臺灣女演員
- 2000年：具廷謨，韓國男子偶像團體CRAVITY成員
- 2001年：金玟周，韓國女子偶像團體IZ*ONE成員
- 2002年：志晟，韓國男子偶像團體NCT成員
- 2002年：姜太顯，韓國男子偶像團體TXT成員
- 2002年：安洗瑩，韓國女子羽球運動員
- 2002年：陽高真白，日本女性聲優
- 2016年：吉格梅·納姆耶爾·旺楚克，不丹王儲
- 生年不詳：村田知沙，日本女性聲優
- 生年不詳：高倉有加，日本女性聲優

## 逝世
- 1140年：李綱，宋朝軍事人物（1083年出生）
- 1597年：保祿·三木，日本耶穌會傳教士（1564年出生）
- 1648年：胤舜，日本江戶時代僧侶、武術家（1589年出生）
- 1661年：順治帝爱新觉罗福临，清朝皇帝（1638年出生）
- 1766年：利奧波德·約瑟夫·馮·道恩，奧地利陸軍元帥（1705年出生）
- 1818年：卡爾十三世，瑞典國王及挪威國王（1748年出生）
- 1839年：普洛瑙伊·山多爾，匈牙利信义会普世教会与学校监督（1760年出生）
- 1868年：佐佐木只三郎，日本幕末武士，曾任京都見廻組隊長（1833年出生）
- 1938年：漢斯·里頓，德國法學家（1903年出生）
- 1957年：小雷德菲爾德·普羅克特，美國政治人物，第59任佛蒙特州州長（1879年出生）
- 1971年：保羅·菲爾德斯，英國病理學家、微生物學家（1882年出生）
- 1984年：粟裕，中国軍事家，中國人民解放軍大將（1907年出生）
- 2004年：臧克家，中國現代詩人（1905年出生）
- 2006年：哈立德·阿卜杜勒·馬吉德·法胡姆，前巴勒斯坦全國委員會主席（1922年出生）[1]
- 2008年：瑪哈禮希‧瑪赫西‧優濟，印度瑜伽古魯（1918年出生）
- 2014年：羅伯·道爾，美國政治學家（1915年出生）
- 2014年：理查德·海曼，美國口琴演奏家、通俗音樂編曲和指揮家（1920年出生）
- 2018年：古在由秀，日本天文學家（1928年出生）
- 2018年：乾德門，台灣資深藝人（1943年出生）
- 2019年：愛德華·H·辛普森，英國密碼破譯員、統計學家、公務員（1922年出生）
- 2020年：斯坦利·科恩，美國生物化學家，1986年諾貝爾生理學或醫學獎得主（1922年出生）
- 2021年：克里斯托弗·普卢默，加拿大演員（1929年出生）
- 2022年：西村賢太，日本小說家（1967年出生）
- 2023年：釋星雲，台灣佛教法師（1927年出生）
- 2023年：吳中如，中國水工結構專家（1939年出生）
- 2023年：佩爾韋茲·穆沙拉夫，巴基斯坦軍事、政治人物，第10任巴基斯坦總統（1943年出生）
- 2023年：朱雲漢，臺灣政治學家（1956年出生）
- 2024年：德里斯·范阿赫特，荷蘭政治人物，前任荷蘭首相（1931年出生）

## 节假日和习俗
- 墨西哥：憲法日
- 芬兰：魯內貝里日
- 法國：预防自杀日[2]
- 圣马力诺：共和国解放日